# Nyiroktüsző

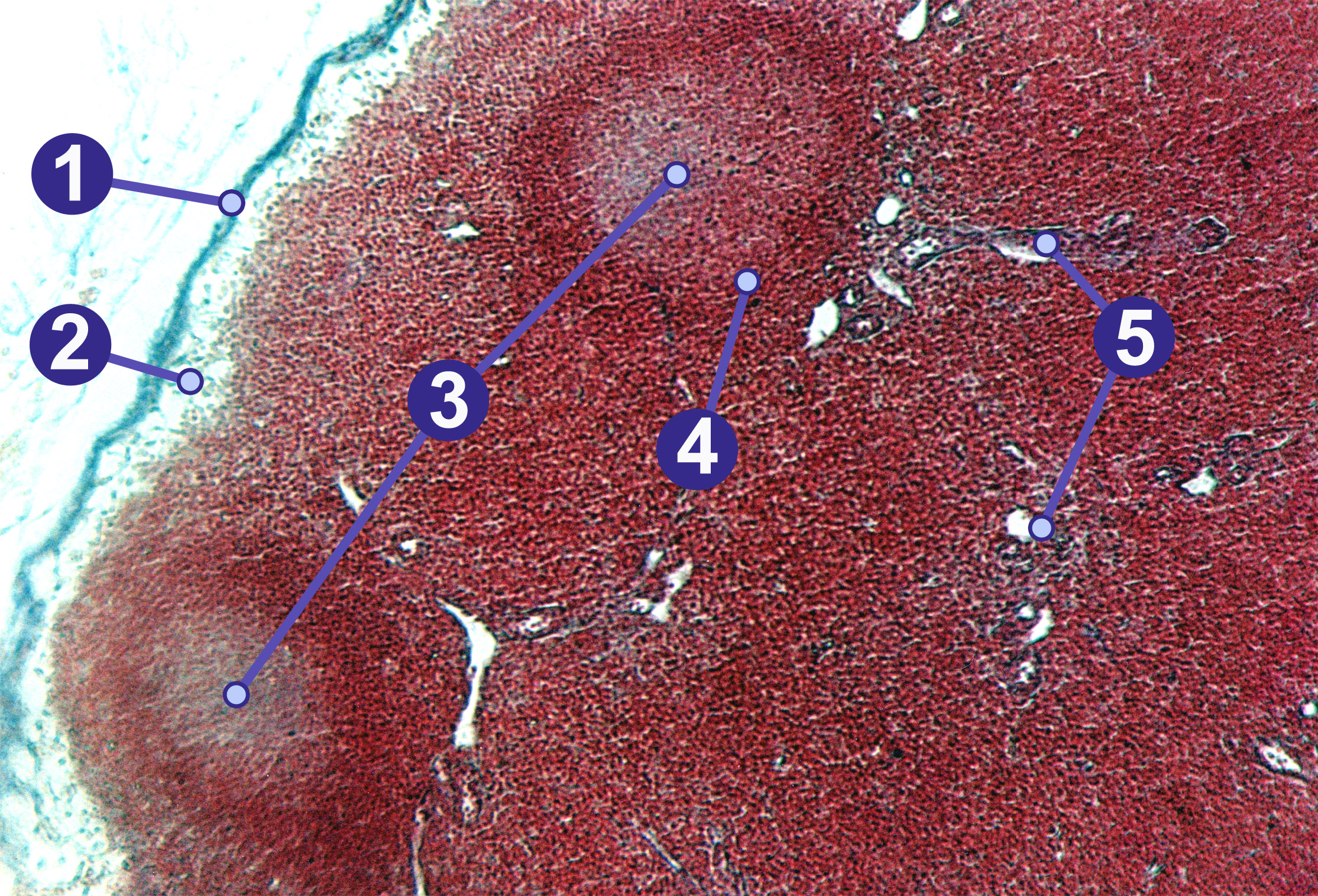
Nyirokcsomó szövettani metszete. Feltüntetve:(1) tok, (2) széli szinusz, (3) csíracentrumok, (4) nyiroktüsző, (5) gerenda

A nyiroktüsző (folliculus lymphaticus) B-limfocitákból álló, kerek vagy ovális sejthalmaz. A nyiroktüszők a nyirokszervek alapegységei (a csecsemőmirigy kivételével). Méretük változó, lehet néhány tized milliméter, de akár 1-2 milliméter is. Csoportosan és elszórva is megtalálhatók a szervezetben. Csoportokban találhatók például a mandulában, a Peyer-plakkokban, valamint a féregnyúlványban, elszórva pedig a nyálkahártyákban. A nyiroktüszők még nincsenek kifejlődve a magzatban, születést követően jelennek meg fertőzések hatására.
Primer follikulusnak, elsődleges tüszőnek hívják azokat a nyiroktüszőket, melyet nyugalmi állapotban vannak, míg szekunder follikulusnak azokat, amelyekben immunválasz zajlik. Ez utóbbiakban csíraközpontok (centrum germinativum) találhatók, melyekben osztódó nyiroksejtalakok vannak. Az elsődleges tüszők fertőzés hatására nagyobbodnak meg és válnak aktívvá. A nyiroktüsző külső, kérgi részén B-sejtek és plazmasejtek találhatók.